# Aspergillus petrakii
Aspergillus petrakii är en svampart som beskrevs av Vörös-Felkai 1957. Aspergillus petrakii ingår i släktet Aspergillus och familjen Trichocomaceae.   Inga underarter finns listade i Catalogue of Life.